# Penélope Cruz
Penélope Cruz Sánchez, född 28 april 1974 i Alcobendas i regionen Madrid, är en spansk skådespelare. Hon är den första spanska kvinnliga skådespelare som tilldelats en Oscar och även den första spanska skådespelare som förärats en stjärna på Hollywood Walk of Fame.

## Biografi

### Karriär
Cruz debuterade som 15-åring i en musikvideo för den spanska popgruppen Mecano 1989. Hon fick sedan sitt internationella genombrott i Alejandro Amenábars film Abre los ojos från 1997. Sedan dess har hon uppmärksammats i bland annat Allt om min mamma och Vanilla Sky. Hon har även figurerat i olika reklamfilmer för L'Oréal. Hennes karriär fick en nystart i Pedro Almodóvars prisbelönta film Att återvända 2006.
Cruz belönades med en Oscar i kategorin bästa kvinnliga biroll för rollen som María Elena i filmen Vicky Cristina Barcelona av Woody Allen.

### Privatliv
Cruz är dotter till bilmekanikern Eduardo Cruz (1953–2015) och frisören Encarna Sánchez. Hon har två yngre syskon, Mónica, som även hon är skådespelare, och Eduardo som är en känd sångare. Cruz är sedan 2010 gift med den spanske skådespelaren Javier Bardem, som hon mött vid bland annat inspelningen av Vicky Cristina Barcelona under 2008. De två spelade dock mot varandra redan 1992, i Bigas Lunas film Ät mej!. Tillsammans har de sonen Leonardo Encinas Cruz (född 2011) och dottern Luna Encinas Cruz (född 2013).
Efter inspelningen av hästfilmen Dessa vackra hästar (2000) bestämde hon sig för att bli vegetarian. Hon har även engagerat sig i djurskyddsfrågor och bland annat protesterat mot hemlandets tradition med tjurfäktningar.

## Filmografi
- 1991 – Série rose (TV-serie)
- 1992 – Ät mej!
- 1992 – Belle époque
- 1992 – Framed (TV-serie)
- 1993 – For Love, Only for Love
- 1993 – The Greek Labyrinth
- 1993 – The Rebel
- 1994 – Alegre ma non troppo
- 1994 – Todo es mentira
- 1995 – Entre rojas
- 1995 – El efecto mariposa
- 1996 – La Celestina
- 1996 – Brujas
- 1996 – Más que amor, frenesí
- 1996 – Kärlek - farlig för hälsan
- 1997 – Köttets lustar
- 1997 – Open Your Eyes
- 1997 – Et horne af paradis
- 1998 – Förbjuden kärlek
- 1998 – Don Juan
- 1998 – The Girl of Your Dreams (La niña de tus ojos)
- 1998 – Mannen med vatten i skorna
- 1998 – The Hi-Lo Country
- 1999 – Volavérunt
- 1999 – Allt om min mamma
- 2000 – Woman on Top
- 2000 – Dessa vackra hästar
- 2001 – Blow
- 2001 – Kapten Corellis mandolin
- 2001 – Från himlen intet nytt
- 2001 – Vanilla Sky
- 2002 – Waking Up in Reno
- 2003 – Masked and Anonymous
- 2003 – Fäkta eller dö
- 2003 – Gothika
- 2004 – Stanna här
- 2004 – Head in the Clouds
- 2004 – Ängel i New York
- 2005 – Sahara
- 2005 – Chromophobia
- 2006 – Bandidas
- 2006 – Att återvända
- 2007 – The Good Night
- 2008 – Elegy - Skönhetens makt
- 2008 – Vicky Cristina Barcelona
- 2008 – Manolete
- 2009 – Brustna omfamningar
- 2009 – G-Force (röst)
- 2009 – Nine
- 2010 – Sex and the City 2
- 2011 – Pirates of the Caribbean: I främmande farvatten
- 2012 – Förälskad i Rom
- 2012 – Twice Born
- 2013 – Kära passagerare
- 2013 – The Counselor
- 2014 – Sesame Street (TV-serie) (gästroll; 2 avsnitt)
- 2014 – Nature Is Speaking (TV-serie) (röst)
- 2015 – Ma ma
- 2016 – Zoolander 2
- 2016 – The Brothers Grimsby
- 2016 – La reina de España
- 2017 – Loving Pablo
- 2017 – Mordet på Orientexpressen
- 2018 – Alla vet (Todos lo saben)
- 2023 – Ferrari
- 2025 – The Bride